# ボイシ州立大学
ボイシ州立大学（英語: Boise State University）は、アメリカ合衆国アイダホ州ボイシに本部を置くアメリカ合衆国の州立大学である。1932年に設置された。 190以上の専攻分野から201の学位を提供し、19,000人程の学生が在籍する、アイダホ州において最大規模の高等教育機関である。ボイシ州立大学は1932年に米国聖公会によって設立され、1934年に大学機関として独立した。U.S. News & World Reportのランキングによると米国トップ100に入る修士大学とされている。稀にボイジー州立大学とも記されるが、正しい発音は"BOY-see"、であり原音により忠実な日本語表記はボイシ州立大学、またはボイシー州立大学である。

## 歴史
- 1932年 米国聖公会によってBoise Junior Collegeが設立される。
- 1934年 米国聖公会から独立。
- 1940年 本部キャンパスがSt. Margaret’s Hallから現在の位置へ移動。
- 1969年 Boise State Collegeへ名称変更。
- 1974年 Boise State Universityへ変更。

## 組織
以下8つの学部（College)によって組織されている。
- Arts and Sciences
- Business and Economics
- Education
- Engineering
- Graduate Studies
- Health Sciences
- Social Sciences
- Public Affairs

## キャンパス
本部キャンパスは、ボイシ川を挟みジュリア・デイヴィス公園の正面に位置する。ボイシ空港からバスで10分、ダウンタウンへは徒歩圏内であり、アクセスに優れている。広大なキャンパス（708,000 m²）は、緑豊かであり、赤レンガを基調とした建物群で構成されている。55万冊の書籍を保有するアルバートソン図書館は、通常深夜0時まで、Final Week（試験期間）は24時間オープンしている。その他スタジアム、学生会館、コンサートホール、アリーナ、学生寮等がある。

## スポーツ
ボイシ州立大学のスポーツ・チームは、ブロンコス(Broncos)と呼ばれ、ほとんどのチームがMountain West Conference(MW:NCAAのFBSに属するカンファレンス)に所属している。近年カレッジフットボールでの躍進が目覚ましく、シーズン中はボイシ市全体が盛り上がる。2007年にオクラホマ大学、2010年にテキサスクリスチャン大学､2014年にアリゾナ大学といった強豪校を破り、フィエスタボウルを3度制覇している。キャンパス内にあるブロンコ・スタジアム（収容人数:36,387人）は全米で唯一青い芝のフィールドを持つ。
2026 - 27シーズンからはパシフィック12カンファレンス（Pac-12）に移籍する予定。

## 著名な出身者
- ロバート・クストラ - 元イリノイ州副知事
- ジェンス・パルヴァー - 総合格闘家
- スコット・ヨルゲンセン - 総合格闘家
- スティーブ・アップルトン - マイクロン・テクノロジCEO
- マイケル・ホフマン - ハリウッド映画監督
- オーランド・ジョーダン - プロレスラー
- バーバラ・モーガン - 宇宙飛行士
- ローラ・リー・ガーク - 作家
- TOM G - ラジオDJ
- クリス・チャイルズ - バスケットボール 選手
- ブッチ・オッター - アメリカの政治家
- ウィリアム・サリ - アメリカの政治家
- ラス・フルチャー - アメリカの政治家